# Ubrilium
Ubrilium est une station gallo-romaine, située sur la voie d'Agrippa, à l'ouest d’Augustonemetum (Clermont-Ferrand).

## Difficile localisation d'Ubrilium
Ubrilium est, selon la Table de Peutinger, la première station du cursus publicus (mansio ou mutatio) à l'ouest d’Augustonemetum sur la voie d'Agrippa reliant Lugdunum (Lyon) à Mediolanum Santonum (Saintes) par Augustonemetum et Augustoritum (Limoges).
On s'accorde fréquemment sur le nom Ubrilium mais l'orthographe n'est pas certaine, sur le parchemin une tache à cet endroit rend la lecture délicate : Ubr[…]um].
Pierre-François Fournier a proposé de localiser cette station à Olby.
Frédéric Trément a un temps proposé de localiser Ubrilium au col de Ceyssat où passait la voie d'Agrippa et d'où partait le chemin qui montait vers le temple de Mercure, au sommet du puy de Dôme. Se trouvait là une petite agglomération gallo-romaine comprenant des habitats, une zone cultuelle vers le nord, sur la pente du puy de Dôme, et une nécropole au sud. L'éloignement du lieu par rapport à Augustonemetum correspond exactement à ce qui est indiqué sur la table (soit l'équivalent de 13 km). On a trouvé sur ce site une stèle funéraire gallo-romaine qui est conservée au musée d'archéologie nationale.
On privilégie actuellement la localisation d'Ubrilium à Mazaye, au bord de l'étang du Fung, commune sur le territoire de laquelle ont été mis au jour des vestiges gallo-romains.